# 山田哲也 (社会学者)
山田 哲也（やまだ てつや、1973年8月 - ）は日本の教育学者、社会学者。専門は教育社会学。一橋大学大学院社会学研究科教授。

## 人物
沖縄県出身。沖縄県立知念高等学校を経て、1996年琉球大学教育学部小学校教員養成課程卒業、2000年一橋大学大学院社会学研究科社会問題・政策専攻修士課程修了、2003年一橋大学大学院社会学研究科総合社会科学専攻博士課程単位取得満期退学。
2003年宮城教育大学教育学部専任講師、2006年同助教授昇格、2007年同准教授、2008年大阪大学大学院人間科学研究科教育文化学研究室准教授、2010年一橋大学大学院社会学研究科准教授。2016年同教授に昇格。教育社会学が専門で不登校の研究などを行う。

## 著作

### 著書
- 『脱「中央」の選択(岩波ブックレット ; no.662)』（共著）岩波書店, 2005.10.
- 『教育改革を評価する (岩波ブックレット ; no.685)』（共著）岩波書店, 2006.10.
- 『杉並区立「和田中」の学校改革(岩波ブックレット ; no.738)』（共著）岩波書店, 2008.9.

### 訳書
- （ジェフ・ウィッティ）『学校知識カリキュラムの教育社会学』（共訳）明石書店, 2009.3